# Spielberg, Österrike
Spielberg är en stadskommun i distriktet Murtal i förbundslandet Steiermark i Österrike. Kommunen har 5 349 invånare (2024) och består av tio orter (Ortschaften) (inom parentes invånarantal 1 januari 2024):

- Einhörn (97)
- Flatschach (213)
- Ingering I (29)
- Lind (213)
- Maßweg (10)
- Pausendorf (0)
- Sachendorf (201)
- Schönberg (5)
- Spielberg (4 460)
- Weyern (121)

Kommunen fick sin nuvarande form den 1 januari 2015 genom en sammanslagning av kommunerna Spielberg och Flatschach.